# Japalura flaviceps
Japalura flaviceps är en ödleart som beskrevs av Barbour och Dunn 1919. Japalura flaviceps ingår i släktet Japalura och familjen agamer. IUCN kategoriserar arten globalt som livskraftig. Inga underarter finns listade i Catalogue of Life.
Arten förekommer med tre från varandra skilda populationer i sydcentrala Kina. Den lever i kulliga områden och i bergstrakter mellan 350 och 3450 meter över havet. Habitatet utgörs främst av buskskogar och troligen besöks ängsmarker. Honan lägger cirka 6 ägg per tillfälle.